# Tour de França de 1967
L'edició del Tour de França 1967 quedarà marcada per la mort de l'anglès Tom Simpson durant l'ascens al Ventor en el decurs de la tretzena etapa entre Marsella i Carpentràs, convertint-se en la primera víctima oficial del dopatge esportiu.
El Tour fou guanyat per Roger Pingeon, el qual començà a gestar el seu triomf final en guanyar la cinquena etapa després d'una llarga escapada. Ajudat per Raymond Poulidor a les etapes de muntanya i per un potent equip de França va resistir els atacs de Julio Jiménez i Felice Gimondi.
Aquesta edició començà des d'Angers amb la disputa d'una etapa pròleg per primera vegada en la història de la cursa gal·la. Aquesta fou la darrera edició en què la cursa acabà al velòdrom del Parc dels Prínceps, enderrocat poc després.
Raymond Poulidor era un dels grans favorits a aconseguir la victòria final, però les coeses no començaren gens bé per a ell en no aconseguir la victòria al pròleg, ja que fou segon darrere José María Errandonea. Una posterior caiguda al massís dels Vosges durant la disputa de la vuitena etapa li suposà allunyar-se definitivament de tota possibilitat de triomf final.
Els ciclistes foren repartits, de nou, en equips nacionals, tornant al sistema existent fins al 1962.

## Resultats

### Classificació general
| Classificació General                 | Classificació General | Classificació General | Classificació General |
| ------------------------------------- | --------------------- | --------------------- | --------------------- |
| 1.                                    | Roger Pingeon         | França                | 136h 53' 50’’         |
| 2.                                    | Julio Jiménez         | Espanya               | a 3'40’’              |
| 3.                                    | Franco Balmamion      | Itàlia                | a 7'23’’              |
| 4.                                    | Désiré Letort         | França                | a 8'18’’              |
| 5.                                    | Jan Janssen           | Països Baixos         | a 9'47’’              |
| 6.                                    | Lucien Aimar          | França                | a 9'47’’              |
| 7.                                    | Felice Gimondi        | Itàlia                | a 10'14’’             |
| 8.                                    | Jos Huysmans          | Bèlgica               | a 16'45’’             |
| 9.                                    | Raymond Poulidor      | França                | a 18'18’’             |
| 10.                                   | Fernando Manzaneque   | Espanya               | a 19'22’’             |
| 130 participats, 88 acabaren la cursa |                       |                       |                       |

### Gran Premi de la Muntanya
| 1r | Julio Jiménez    | 122 pts |
| 2n | Franco Balmamion | 68 pts  |
| 3r | Raymond Poulidor | 53 pts  |

### Classificació de la Regularitat
| 1r | Jan Janssen          | 154 pts |
| 2n | Guido Reybrouck      | 119 pts |
| 3r | Georges Vandenberghe | 111 pts |

### Classificació per equips
| 1r | França |

### Etapes
| Etapa   | Data         | Recorregut                          | km          | Guanyador             | Líder                 |
| 1a (a)  | 29 de juny   | Angers - Angers                     | 5,775 (CRI) | José María Errandonea | José María Errandonea |
| 1a (b)  | 29 de juny   | Angers - Saint-Malo                 | 185,5       | Walter Godefroot      | José María Errandonea |
| 2a      | 30 de juny   | Saint-Malo - Caen                   | 180         | Willy van Neste       | Willy van Neste       |
| 3a      | 1 de juliol  | Caen - Amiens                       | 248         | Marino Basso          | Giancarlo Polidori    |
| 4a      | 2 de juliol  | Amiens - Roubaix                    | 191         | Guido Reybrouck       | Joseph Spruyt         |
| 5a (a)  | 3 de juliol  | Roubaix - Jambes                    | 172         | Roger Pingeon         | Roger Pingeon         |
| 5a (b)  | 3 de juliol  | Jambes - Jambes                     | 17 (CRE)    | Bèlgica               | Roger Pingeon         |
| 6a      | 4 de juliol  | Jambes - Metz                       | 238         | Herman van Springel   | Roger Pingeon         |
| 7a      | 5 de juliol  | Metz - Estrasburg                   | 205,5       | Michael Wright        | Raymond Riotte        |
| 8a      | 7 de juliol  | Estrasburg - Ballon d'Alsace        | 215         | Lucien Aimar          | Roger Pingeon         |
| 9a      | 8 de juliol  | Belfort - Divonne-les-Bains         | 238,5       | Guido Reybrouck       | Roger Pingeon         |
| 10a     | 9 de juliol  | Divonne-les-Bains - Briançon        | 243         | Felice Gimondi        | Roger Pingeon         |
| 11a     | 10 de juliol | Briançon - Digne-les-Bains          | 197         | José Samyn            | Roger Pingeon         |
| 12a     | 11 de juliol | Digne-les-Bains - Marsella          | 207,5       | Raymond Riotte        | Roger Pingeon         |
| 13a     | 13 de juliol | Marsella - Carpentràs               | 211,5       | Jan Janssen           | Roger Pingeon         |
| 14a     | 14 de juliol | Carpentràs - Seta                   | 201,5       | Barry Hoban           | Roger Pingeon         |
| 15a     | 15 de juliol | Seta - Tolosa                       | 230         | Rolf Wolfshohl        | Roger Pingeon         |
| 16a     | 17 de juliol | Tolosa - Luchon                     | 188         | Fernando Manzaneque   | Roger Pingeon         |
| 17a     | 18 de juliol | Luchon - Pau                        | 250         | Raymond Mastrotto     | Roger Pingeon         |
| 18a     | 19 de juliol | Pau - Bordeus                       | 206,5       | Marino Basso          | Roger Pingeon         |
| 19a     | 20 de juliol | Bordeus - Llemotges                 | 217         | Jean Stablinski       | Roger Pingeon         |
| 20a     | 21 de juliol | Llemotges - Puy de Dôme             | 222         | Felice Gimondi        | Roger Pingeon         |
| 21a     | 22 de juliol | Clarmont d'Alvèrnia - Fontainebleau | 359         | Paul Lemeteyer        | Roger Pingeon         |
| 22a (a) | 23 de juliol | Fontainebleau - Versalles           | 104         | René Binggeli         | Roger Pingeon         |
| 22a (b) | 23 de juliol | Versalles - París                   | 46,6 (CRI)  | Raymond Poulidor      | Roger Pingeon         |